# Paul Steup
Paul Steup (* 29. Juni 1895 in Herbede; † 7. November 1966 in Münster) war ein deutscher Politiker zunächst der Zentrumspartei und später der CDU.

## Leben
Steup legte 1923 die Prüfung zum Werkmeister ab.
Steup war seit 1918 Mitglied der Zentrumspartei. Seit 1924 war er Mitglied im Vorstand der Partei in der Provinz Westfalen. Außerdem engagierte er sich bis 1928 in der christlichen Gewerkschaftsbewegung, der katholischen Arbeiterbewegung und im Siedlungswesen. So war er 1927/28 Vorsitzender der Kettlersiedlung in Witten. Seit 1928 war er hauptamtlicher Geschäftsführer und Stadtverordneter in Dortmund. 
Nach 1945 sprach sich Steup gegen eine Wiedergründung des Zentrums und für eine gemischtkonfessionelle Partei aus. Er war daher ein Mitbegründer der CDU in Westfalen und wurde Landesgeschäftsführer für Westfalen und Lippe.
Steup war 1946 Mitglied im Provinzialrat für Westfalen und 1946 und 1947 im ernannten Landtag von Nordrhein-Westfalen. Anschließend war er in der ersten Wahlperiode direkt gewählter Landtagsabgeordneter für den Wahlkreis Meschede-Wittgenstein.
Seine Tochter Elisabeth (1928–2006) war Juristin.